# Сади Саньярту
Сади Саньярту (6 мая 1893 — 5 марта 1993) — чилийский писатель, эссеист и журналист. Лауреат Национальной премии Чили по литературе 1974 года.

## Биография
Родился в богатой семье-землевладельцев, занятых в горнодобывающей промышленности. Образование получил в Национальном лицее Барроса Арана и Национальном институте.
Служил в армии. Написал официальный гимн своего полка, сделавшим его знаменитым. В 20-летнем возрасте увлёкся литературой.
В 1925—1929 был редактором журнала Zig-Zag. Сотрудничал с рядом газет и журналов, в частности, популярной La Nación y Los Tiempos. Печатался в Gaceta Literaria, Los Tiempos y El Sur.
Один из немногих интеллектуалов Чили, поддержавших свержение правительства Сальвадора Альенде и близких к режиму Аугусто Пиночета.
Был основателем Общества писателей Чили, чилийского Пен-клуба и Института исторической памяти.

## Творчество
Пробовал себя в области поэзии, прозы (повести, новеллы и эссе), журналистики, опубликовал многочисленные статьи.
В литературе проявил себя как автор произведений патриотической тематики и урбанизации, о национальной истории, создал ряд исторических произведений. Для изучения архивных документов, совершил много поездок по стране, встречался в очевидцами исторических фактов и событий, работал в архивах.
Сам прозаик говорил

Я пишу документальную правду и правду о человеке— Сади Саньярту
Чилийские критики писали о его творчестве:

Ознакомившись с четырьмя или пятью романами Сади Саньярту мы могли бы хорошо изучить историю Чили— Omer Emeth acerca de Sady Zañartu
Среди его работ наиболее важными являются: «Сестра Росарио» (роман, 1916), «Старый Сантьяго» (поэзия, 1919), «Tomelonco: poema vulgar agrario» (поэма, 1968). В области исторической биографии опубликовал такие книги, как «Тень Коррегидора» (1927), «Lastarria: el hombre solo» (1938) и «Javiera Carrera Patria» (1940).
Некоторые из его стихотворений появились в сборнике стихов: «Selva Lirica» (1917), а также опубликовал две книги стихов. В области художественной литературы, его рассказы были помещены в антологиях различных изданий.
Представитель креолизма в чилийской литературе. Автор прозы, более националистического, чем патриотического направления.

## Избранные произведения
- Desde el vivac, 1915.
- Sor Rosario, 1916.
- La danzarina del fuego, 1918.
- La sombra del corregidor, 1927.
- Llampo brujo, 1933.
- Lastarria, 1938.
- Chilecito, 1939.
- Mar hondo, 1942.
- El Tile viejo y sus cuentos, 1963.
- Tomelonco, поэма, 1968.
- Color América, 1969.

## Награды
- За выдающиеся работы писатель и журналист Сади Саньярту получил премию Atenea Университета Консепсьон (1938).
- Национальная премия Чили по литературе (1974).